# Regimin
Regimin is een dorp in het Poolse woiwodschap Mazovië, in het district Ciechanowski. De plaats maakt deel uit van de gemeente Regimin.